# Miloslav Vlček
Miloslav Vlček (ur. 1 lutego 1961 w Konicach) – czeski polityk, działacz Czeskiej Partii Socjaldemokratycznej, poseł, a w latach 2006–2010 przewodniczący Izby Poselskiej.

## Życiorys
Ukończył szkołę zawodową jako traktorzysta, następnie kształcił się w zakresie agronomii w Prościejowie, gdzie zdał egzamin maturalny. Później podjął studia na wydziale ekonomicznym Wyższej Szkoły Rolniczej w Brnie. Pracował początkowo w spółdzielni rolniczej w Ludmírovie, potem w administracji skarbowej w rodzinnej miejscowości.
W latach 1983–1989 był członkiem Komunistycznej Partii Czechosłowacji, a w 1993 wstąpił w szeregi Czeskiej Partii Socjaldemokratycznej. Od 1994 zasiadał w radzie miejskiej rodzinnej miejscowości. W 1998 uzyskał po raz pierwszy mandat deputowanego do Izby Poselskiej. Reelekcję uzyskiwał w wyborach w 2002 i 2006, zasiadając w niższej izbie czeskiego parlamentu do 2010.
14 sierpnia 2006, po wyborach parlamentarnych, został wybrany na przewodniczącego Izby Poselskiej w ramach porozumienia zawartego pomiędzy czeskimi ugrupowaniami politycznymi. Zrezygnował z tej funkcji w kwietniu 2010 w związku ze skandalem finansowym, w którym miał brać udział. Złożył również mandat poselski, zajął się następnie własną działalnością gospodarczą. W 2012 próbował powrócił do parlamentu, kandydując bez powodzenia do Senatu.